# 疋田文明
疋田 文明（ひきた ふみあき、1950年 - ）は、日本の経営ジャーナリスト、経営コンサルタント。
専門分野は企業経営や地域活性化。

## 経歴
奈良県出身。1979年に竹村健一と共に「竹村健一未来経営研究会」を企画設立し事務局長に就任。
1986年に竹村健一のもとから独立し、フリーとなる。
現在は、経営ジャーナリスト、経営コンサルタントとして、企業経営の現場を直接取材し事例の紹介を中心とした講演、執筆、経営指導などを行っている。
独立後も竹村健一が主催する会の運営に協力し、司会を務めるなどしている為、関係は良好のようである。

## 講演スタイル
企業の経営者を数多く直接取材している為、実際にあったの事例の解説とどうやって成功したのかを分析を中心に据える講演スタイルが多い。
また、論語や貞観政要などの中国の古典や上杉鷹山、二宮尊徳などの歴史上の人物を取り上げることもある。

### 取り上げることが多い人物
- 渋沢栄一[1]
- 藤田田
- ジャック・ウェルチ

### 取り上げることが多い企業
- ウォルマート
- サンエー
- A-Zスーパーセンター
- マブチモーター
- 島精機製作所
- カイハラ
- 関ヶ原製作所

## 主要著書
- 「快社人間のすすめ」 (1992年)
- 「自分で仕事を創りなさい」 (1996年)
- 「どんな時代にも勝ち残る『白亜』の経営哲学」 (1999年)
- 「元気な会社の元気な経営」 (2003年)